# Dinclinsin
Dinclinsin, en la religió vodú, és un loa d'aspecte europeu. Temut per la seva extrema ferocitat, aquest esperit sovint és representat com un capatàs d'esclaus que porta en les mans un fuet, el qual usa per a punir qualsevol que es porti amb desídia davant la seva presència.
Quan pren el cos de seus fidels, a través dels estats de trànsit i possessió obtinguts a través de les cerimònies vodú, Dinclinsin vessa rom a les butxaques dels seus calçons sense que aquests es mullin. La seva aparició durant els rituals és extremadament rara, donada la complexitat de la seva invocació.